# Дені Милошевич
Дені Милошевич (босн. Deni Milošević, нар. 9 березня 1995, Льєж) — боснійський та бельгійський футболіст, півзахисник клубу «Коньяспор» та національної збірної Боснії і Герцеговини.

## Клубна кар'єра
Народився 9 березня 1995 року в місті Льєж в родині боснійського футболіста Цвіяна Милошевича, що в той час грав за місцевий клуб «Льєж». Втім Дені став займатись футболом в юнацькій команді іншого місцевого клубу «Стандард» (Льєж). За основну команду дебютував 12 грудня 2013 року, вийшовши на заміну на 76 хвилині матчу групового етапу Ліги Європи проти «Ельфсборґа». 18 січня 2014 року Милошевич провів свій перший матч у чемпіонаті Бельгії проти «Остенде».
Такі не ставши основним гравцем у рідному клубі, на початку вересня 2015 року був відданий в оренду на сезон в «Васланд-Беверен», де став регулярно виходити на поле.
9 червня 2016 року Мілошевич підписав трирічний контракт з турецьким клубом «Коньяспор». 20 жовтня 2016 року увійшов в історію клубу як перший гравець, що забив гол у матчі єврокубків, відзначившись у грі групового етапу Ліги Європи проти «Браги» (1:1). У тому ж сезоні виграв з командою і перший трофей — Кубок Туреччини, здолавши у фіналі в серії пенальті «Істанбул Башакшехір», а на початку наступного сезону Дені з командою здобув і національний Суперкубок, обігравши «Бешікташ» (2:1). Станом на 25 липня 2018 року відіграв за команду з Коньї 64 матчі в національному чемпіонаті.

## Виступи за збірні
2010 року дебютував у складі юнацької збірної Бельгії, взяв участь у 24 іграх на юнацькому рівні, відзначившись 5 забитими голами.
2015 року вирішив виступати за свою історичну батьківщину, заявивши, що важко грати в іншій збірній, якщо ваше прізвище закінчується на «ич», і у 2015—2016 роках залучався до складу молодіжної збірної Боснії і Герцеговини. На молодіжному рівні зіграв у 7 офіційних матчах, забив 1 гол.
23 березня 2018 року дебютував в офіційних матчах у складі національної збірної Боснії і Герцеговини в товариській грі проти Болгарії (1:0).

## Досягнення
- Володар Кубка Туреччини (1): 2016/17
- Володар Суперкубка Туреччини (1): 2017

## Особисте життя
Дені — син Цвіяна Милошевича, футболіста, учасника Літніх Олімпійських ігор 1988 року у складі збірної Югославії.